# Az állandó (Lost)
 Az Amerikai Egyesült Államokban 2008. február 28-án került bemutatásra.

## Cselekmény
Az epizód cselekménye két időszálon, 1996-ban és 2004-ben történik, és leginkább Desmond David Hume kerül előtérbe.
|  | Alább a cselekmény részletei következnek! |

2004: Az első képkockákon Frank helikopterét láthatjuk a végtelen óceán felett, amint próbálja a vele tartózkodó két túlélőt eljuttatni a hajóra. A pilóta megpróbálja tartani azt az irányt, amit barátja Daniel javasolt neki. Sayid megkérdezi őt, miért kell tájékoztató fecni ahhoz, hogy eljussanak a hajóra, mire a férfi megnyugtatja, hogy pontosan tudja merre kell mennie. Az iraki férfi egyre nyugtalanabb, amiért egyenesen a viharfelhő irányába halad a gép, de Frank megkéri őt, hogy ne szóljon bele a dolgába. Jarrah próbálja megtudni Desmondtól, mégis mire számít, ha egyszer kikötnek a hajón, mire ő közli, reméli válaszokat kap Penelopeval kapcsolatban. A gépet eközben a viharfelhőben egyre nehezebb irányítani.
1996: Egyik pillanatról a másikra Desmond a Miller támaszpont (Királyi Skót Ezred) egyik kaszárnyájában találja magát. Ideje sincs feleszmélni, amikor a hálókörletbe betoppanó parancsnok azonnal felriassza a pihenő állományt. A barakk szobájában tartózkodó legénység a parancsot követve felsorakozik az ágya mellett. Desmond hirtelenjében azt se tudja mit tegyen, de végül ő is megtalálja a helyét. Felettese számon kéri a férfitól, miért nem reagált utasítására azon nyomban, mire ő csak annyit tudott felelni, hogy álmodott. A tiszt Hume miatt elrendelte, hogy 4 perc múlva az összes benn lévő személy, az épület előtt sorakozzon fel felöltözve. Odakinn a szakadó esőben a katonák egy kis fizikai kiképzésen vehetnek részt.
2004: Des hirtelenjében ismét visszatér a valóságba, ahol még mindig a helikopterben ücsörög. Sayid észreveszi, hogy furcsán viselkedik, de amikor állapota felől érdeklődik, Hume nem ismeri fel. A doki és társai egyre inkább aggódnak a helikopteren tartózkodó túlélők miatt, akik már egy napja nem adtak életjelet magukról. Juliet tudni akarja Charlotte-tól, hogy 20 perc alatt miért nem lehet eljutni, a tőlük 40 mérföldnyire állomásozó hajóhoz. Danielle kénytelen a dokiéknak elmondani egy titkot. Arra akar célozni, hogy a helikopter utasai nem azt az időtartamot veszik tudomásul, mint a szigeten lévő személyek. Bár a dokiék már egy napja látták elmenni a gépet, Frankék viszont sokkal kevesebb idő alatt élik át az eseményeket. Valami időzavarról lehet szó. Faraday próbálja megnyugtatni a túlélőket, hogyha Lapidus azon az irányon repül, amit megadott neki, akkor nem lesz semmi baj. Ha viszont letért, akkor felbukkanhatnak bizonyos mellékhatások.
2004: Sayid próbálja megfékezni a kissé bekattant Desmondot, nehogy valami örültséget kövessen el, amíg a levegőben tartózkodnak. Frank sikeresen leteszi a gépet a hajó fedélzetére, majd mindhárman kiszállnak a járműből. A hajón lévő emberek közül páran számon kérik Lapidust, mégis miért hozta el a túlélőket ide. Des a fedélzeten is váltig állítja sose látta még az iraki férfit és a pilótát korábban. A hajón lévő egyik személy közli Sayiddal, hogy a barátját leviszik a gyengélkedőre, ahol az orvosuk megvizsgálja. Jarrah Hume-mal akar tartani, de közlik vele, csak akkor mehet le, amikor a vizsgálat befejeződött.
1996: Desmond ismét visszatér a múltba. Odakinn a szakadó esőben a katonák még mindig a fizikai kiképzésen vesznek részt. A kiképző észreveszi, hogy Desmond nem követi legutolsó parancsát, ezért kollektív büntetésként, tíz kilométeres futást ró az állományra. Des pedig csak zavarodottságában próbál rájönni, hogy mi történik vele. A fizikai kiképzés után a férfi és társai lőszeres konzerveket pakolgatnak az egyik teherkocsi platójára. Desmond elmondja barátjának, mi történt vele reggel, de a fiatalember nem igazán hisz neki. Desmond azt hiszi a hajós események csupán hallucinációk, és ahol jelenleg tartózkodik, az a valódi élete. Hume-nak ekkor eszébe jut a Penelopéval készült fotó, és elrohan telefonálni; Penelopét akarja felhívni.
2004: Egy pillanattal később a férfi ismét a hajón van. Próbálja meggyőzni magát, hogy nem a valóságban van, de a hajó legénysége győzködni kezdi az ellenkezőjéről. A férfit leviszik a gyengélkedőre és bezárják. A helyiségben lekötözve tartanak egy másik embert is, aki ugyanazt éli át, mint Des, ő George Minkowski. Sayid Frank segítségével a műholdas telefonon kapcsolatba lép a szigeten tartózkodó túlélőkkel, és elmondja mi történt a hajó fedélzetén. Daniel amikor megtudja, hogy mi történt Desmonddal, azonnal kérdezősködni kezd a túlélőktől, hogy a fiatalembert nem érte-e valami sugárzás, vagy nem volt-e kitéve elektromágneses mező hatásának. A hajó orvosa Minkowskiba folyamatosan valamiféle nyugtatókat injekcióz be, de ez a férfi szerint nem segít rajta. Véleménye szerint mindenkinél ezek a tünetek fognak megjelenni, és nem tehetnek ellene semmit. Az orvos próbálja Hume-ot is megvizsgálni, de ekkor ő ismét a múltban találja magát.
1996: A férfi felhívja Penelopét, aki tudatja vele, hogy továbbiakban nem akar hallani felőle. A szakítást követően elköltözött. Des próbál segítséget kérni tőle, de a nő leteszi a telefont.
2004: A jelenbe visszatérve Sayid és Lapidus megjelenik a gyengélkedőn. Desmond a műholdas telefonon felveszi a kapcsolatot a szigettel. Faraday megtudja, hogy a férfi különböző időközönként visszatér 1996-ba. Daniel utasítja őt, hogyha legközelebb ilyen élménye lesz ebben az idősávban, utazzon el az Oxfordi egyetemre. A Quinn's College fizikai tanszékén keresse fel az ő fiatalabb énjét, aki segíthet megoldania problémáját. Daniel szigorúan a tudtára adta, hogy a fiatalabb énjének mondja el a következőket: „A berendezést be kell állítani 2,342-re, és ezután 11 hertzen kell rezegnie”. Ha mégsem hinne a továbbiakban, akkor csak említse meg „Eloise-t”. Desmond mindent lejegyzetelt a tenyerére, még mielőtt a hajón lévő személyzet berontott volna a szobába. Miközben a gyengélkedőn dulakodtak az emberek, Hume ismét visszatért a múltba.
1996: A férfi pontosan követte Daniel utasításait. A fiatalabb Faraday a megadott adatok alapján egy kísérletet hajt végre, ami végül sikerrel zárul. Az egér tudata elszakadt a testétől, és a jövő adataival tért vissza. Így a kis rágcsáló könnyen végigszaladt egy olyan útvesztőben, amit igazából nem is ismert korábban. Desmond próbálta kiszedni a fizikus palántából, hogy mit kell a múltban keresnie, de az nem tudott mit mondani. Hume felfedte, hogy a jövőben mindketten egy szigeten vannak, de ekkor ismét visszatért a jelenébe.
2004: Des mindenáron vissza akar menni 1996-ba, Sayid próbálja megnyugtatni. Minkowski közbeszól, és elmondja a túlélőknek, hogy korábban minden ki- és bejövő hívásért ő felelt. Néha egy villogó jelzés villant fel a konzolon, de neki megtiltották, hogy a bejövő hívást aktiválja. A bejövő hívás Penelope Widmore-tól érkezett.
1996: Hume ismét a múltban tér magához. A fiatal Faraday már aggódott, mert a férfi elég sokáig távol volt. A fizikus elmagyarázza a kissé kába fickónak, hogy valahányszor leválik a tudatta és utazgat az időben, egyre inkább nehezebb lesz neki visszatérnie a saját idejébe. Desmond észreveszi, hogy a kísérletben használt rágcsáló megdöglött. Elég gyorsan tudatosul benne, hogy ő is erre a sorsra jut, ha nem találnak ki valamit. Daniel szerint az ugrások a két idősáv között, bizonyos idő után egybeolvadnak és nem lehet őket megkülönböztetni. Kell lenni egy állandónak, ami mindkét idősávban megtalálható, akár személy, vagy bármi más. Ha nincs a jövőjében és a múltjában egy olyan valami, amihez ragaszkodhat, el fog veszni. Desmond csak egyvalakire tudott gondolni, akit mindkét idősávban ismer, ő pedig Penelope Widmore. Azonnal megpróbálja a lányt felhívni, de a telefonját kikapcsolták. A férfi versenyt fut az idővel, ezért úgy dönt, mindenáron kideríti Penelope jelenlegi címét.
2004: Des miután visszatért a jelenébe, próbált segítséget kérni Sayidtól. Mindenáron fel akarja hívni Penelope-t. George közölte a két férfival, nem fog menni, mivel két nappal korábban valaki a kommunikációs berendezést gajra vágta. Sayidék kiszabadították Minkowski-t, hogy elvezesse őket a rádiószobába. A hajón egy titokzatos jóakaró titokban kinyitotta a gyengélkedő ajtaját, hogy a bezárt emberek elvégezzék dolgukat.
1996: Hume ismét a múltban; felkeresi Mr. Widmore-t, hogy megtudja tőle a lánya lakcímét. A férfi készségesen leírja egy papírra a címet, majd közli a Desmonddal, ne reménykedjen, hogy Pen majd visszafogadja.
2004: Az iraki férfi próbálja kideríteni mi a fene folyik a hajón. George elmeséli, hogy itt horgonyoztak, és vártak a parancsra. Az unalom közepette ő és Brandon, a legénység egyik tagja elindultak a kishajóval. Csak látni akarták a szigetet. Brandon teljesen bekattant, úgyhogy vissza kellett fordulniuk. Brandon azóta meghalt és most egy hullazsákban van. A trió megérkezik a kommunikációs szobába, ahol valóban tönkre van téve a panel. Minkowski eszméletét veszti és a mostani tudat kiszakadásának köszönhetően életét veszti. Des közli az irakival, hogy rá is ez vár, ha nem sikerül elérnie Penelopet. Jarrah tudni szeretné Pen telefonszámát, csak az a bökkenő, hogy Desmond nem tudja.
1996: Hume gyors felkeresi egykori kedvesét, de rá kell döbbennie a lány már nem táplál érzelmeket iránta. A férfi bekönyörgi magát a nő otthonába, ahol csak annyit akar elérni, hogy Pen adja meg a telefonszámát. A lány nem érti miért kell pont a telefonszám. Desmond megjegyzi, hogy esze ágában sincs zaklatnia, de meg kell adnia a számát, és fontos, hogy 2004. december 24-én ezen a számon el tudja érni. Penelope dühében végül megadja a számát, és kidobja a férfit a lakásból.
2004: Miután Hume visszatér a jelenbe, azonnal megadja Sayidnak a telefonszámot, amit a férfi rögtön tárcsáz is. A kapcsolat létrejött. Des és Penelope az elmúlt évek egyik legszebb karácsonyi ajándékát kapták meg, amikor beszélhettek egymással. A férfinak szerencséjére – mint kiderült – Pen volt az állandója, akit mindkét idősávban sikerült elérnie. Így továbbra is életben maradhat és a memóriája is visszatért.
A szigeten ezután Faradayt láthatjuk, amint lapozgatja a feljegyzéseit. Az egyik oldalon különös feljegyzést olvashatunk el, ami 1996-ban íródott: „Ha valami rosszul sülne el, Desmond Hume lesz az én állandóm.”